# Aeromóvil (Tren hectométrico)

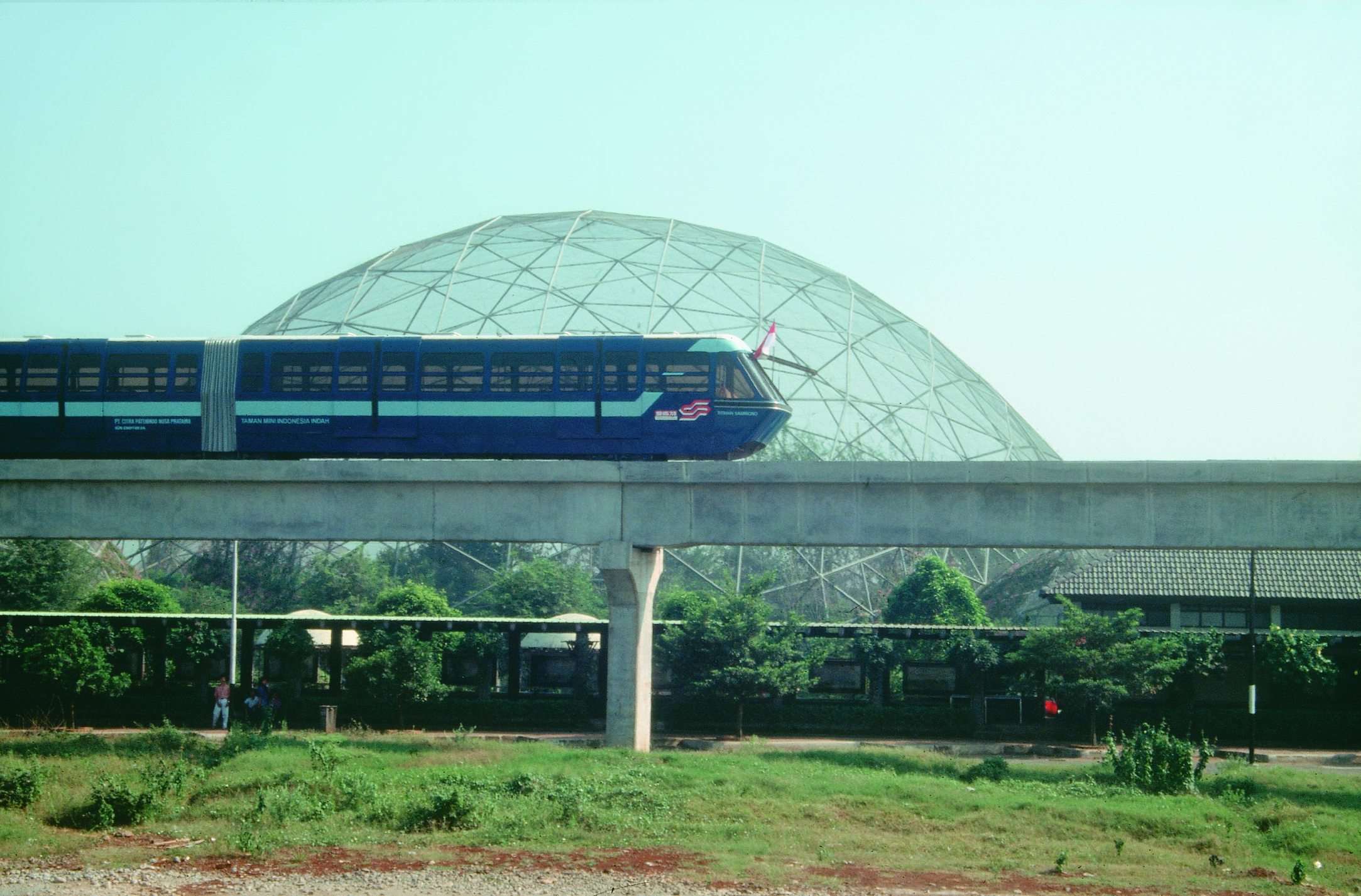
Aeromóvel en Yakarta, Indonesia.

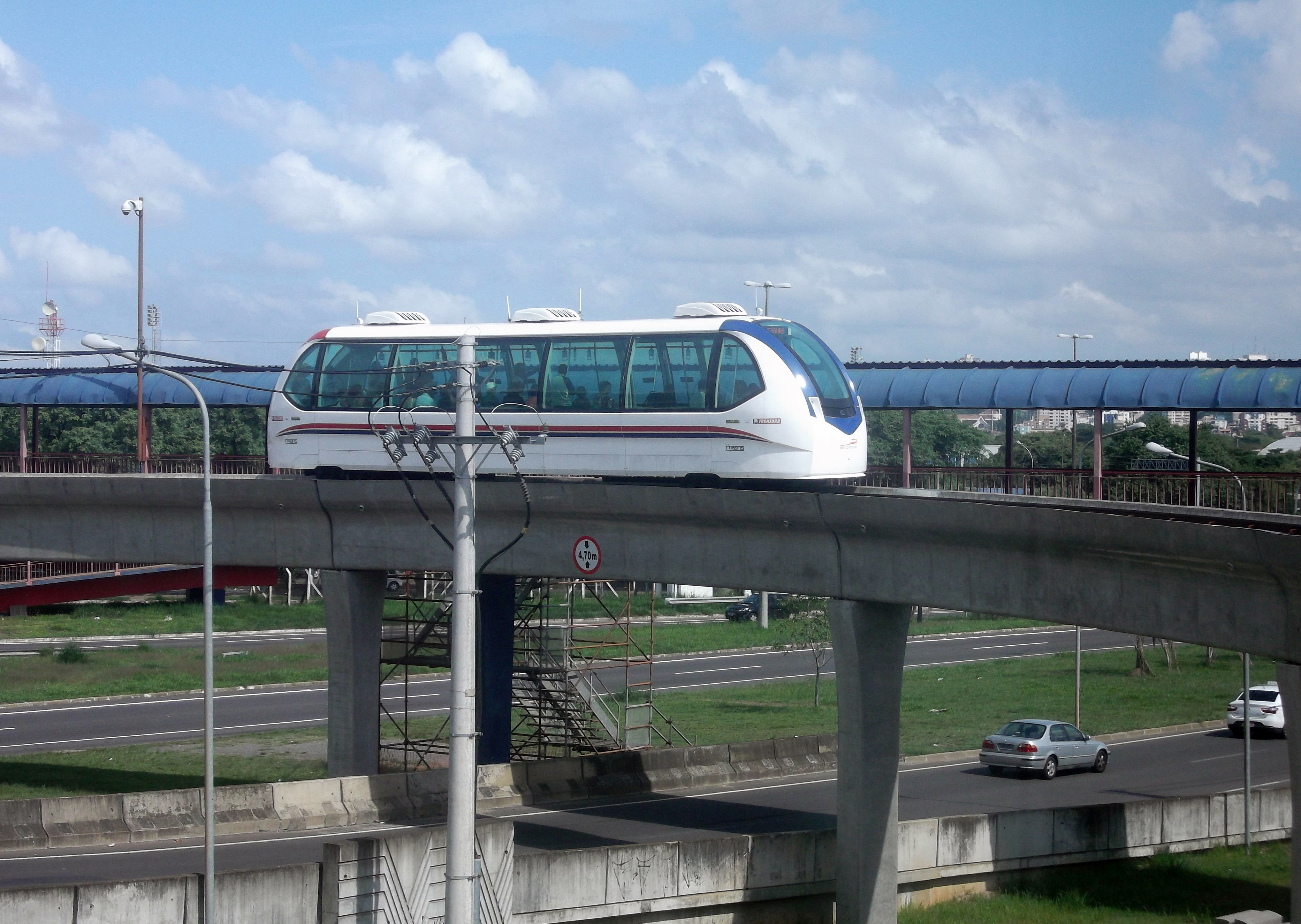
El Aeromóvel que conecta con el Aeropuerto Internacional Salgado Filho, en Porto Alegre, Brasil.

El Aeromóvel , también conocido como Aeromóvil, es un ferrocarril atmosférico automatizado en vía elevada, de concepción brasileña, que utiliza un singular sistema de propulsión neumática, inventado por Oskar Hans Wolfgang Coester.
El nombre Aeromóvel deriva de Aerodynamic Movement Elevated y es considerado un tipo de transporte hectométrico y una variante del tren ligero.

## Historia
La idea del aeromóvel surgió en la década de 1960, cuando Oskar Coester notó que se tardaba más tiempo en recorrer distancias cortas en los centros urbanos que en hacer largas distancias en avión. El plan era desarrollar un medio de transporte que no estuviera limitado por las calles.
Coester inició las experiencias con modelos en 1976, mismo año de la primera solicitud de patente de la invención. En mayo del año siguiente, Coester construyó el primer prototipo del aeromóvel, conocido como "cadeirinha". Tenía el objetivo de evaluar el consumo de energía por pasajero transportado.
En 1978, Coester adquirió el control accionarial de Metalúrgica Alpair en São Leopoldo, que pasó a concentrar las actividades del Aeromóvel, cambiando su nombre a Aeromóvel Brasil S/A.
Un primer prototipo fue construido en la zona sur de Porto Alegre, en 1979, con capacidad para 15 personas. En octubre de 1981, se firmó un contrato entre el Ministro de Transportes, Eliseu Rezende, y el gobernador de Rio Grande do Sul, Augusto Amaral de Sousa, para la construcción de una línea piloto. Sería un recorrido de un kilómetro de extensión, con dos estaciones y un vehículo articulado con capacidad para 300 pasajeros.
Al año siguiente, se realizaron pruebas en una vía elevada de 100m de extensión, con un vehículo para 150 pasajeros, en Gravataí. La línea piloto tenía 150m. En 1983, se instaló el vehículo articulado, se añadieron otros 400m de extensión a la línea y se realizó la primera prueba. En noviembre, se firmó un contrato de evaluación entre el Ministerio de Transportes, representado por la Empresa Brasileira de Transporte Urbano (EBTU), la Fundación Universidad-Empresa de Tecnología y Ciencias de la Universidad Federal de Rio Grande do Sul (FUNDATEC/UFRGS) y el Instituto de Investigaciones Tecnológicas de São Paulo (IPT) para evaluar si el aeromóvel sería homologado como sistema de transporte masivo. En marzo de 1985 se presentó un informe del Ministerio de Transportes. El aeromóvel fue considerado un transporte en etapa de desarrollo, necesitando mejoras y estudios complementarios.
El tramo experimental de 1 km fue concluido en 1987. La segunda estación, sin embargo, fue negada por la Secretaría Municipal de Obras y Urbanismo (SMOV).

## Proyectos

#### Yakarta
El proyecto fue implementado con éxito en 1989, en la ciudad de Yakarta, capital de Indonesia. Consiste en una línea circular de 3,2 km y 6 estaciones construida en el interior de un parque temático, inaugurada el 20 de abril de ese año.

#### Porto Alegre
Se construyó una línea de aeromóvel conectando la estación de tren Estación Aeropuerto con el Aeropuerto Internacional Salgado Filho de Porto Alegre. Con 814 metros de extensión, fue inaugurada el 10 de agosto de 2013 y es la primera línea de este tipo de transporte utilizada comercialmente en Brasil, siendo administrada por la empresa Trensurb. La línea cuenta con dos vehículos, el primero con capacidad para 150 pasajeros y el segundo para 300 personas.

#### São Paulo/Aeropuerto Internacional de Guarulhos

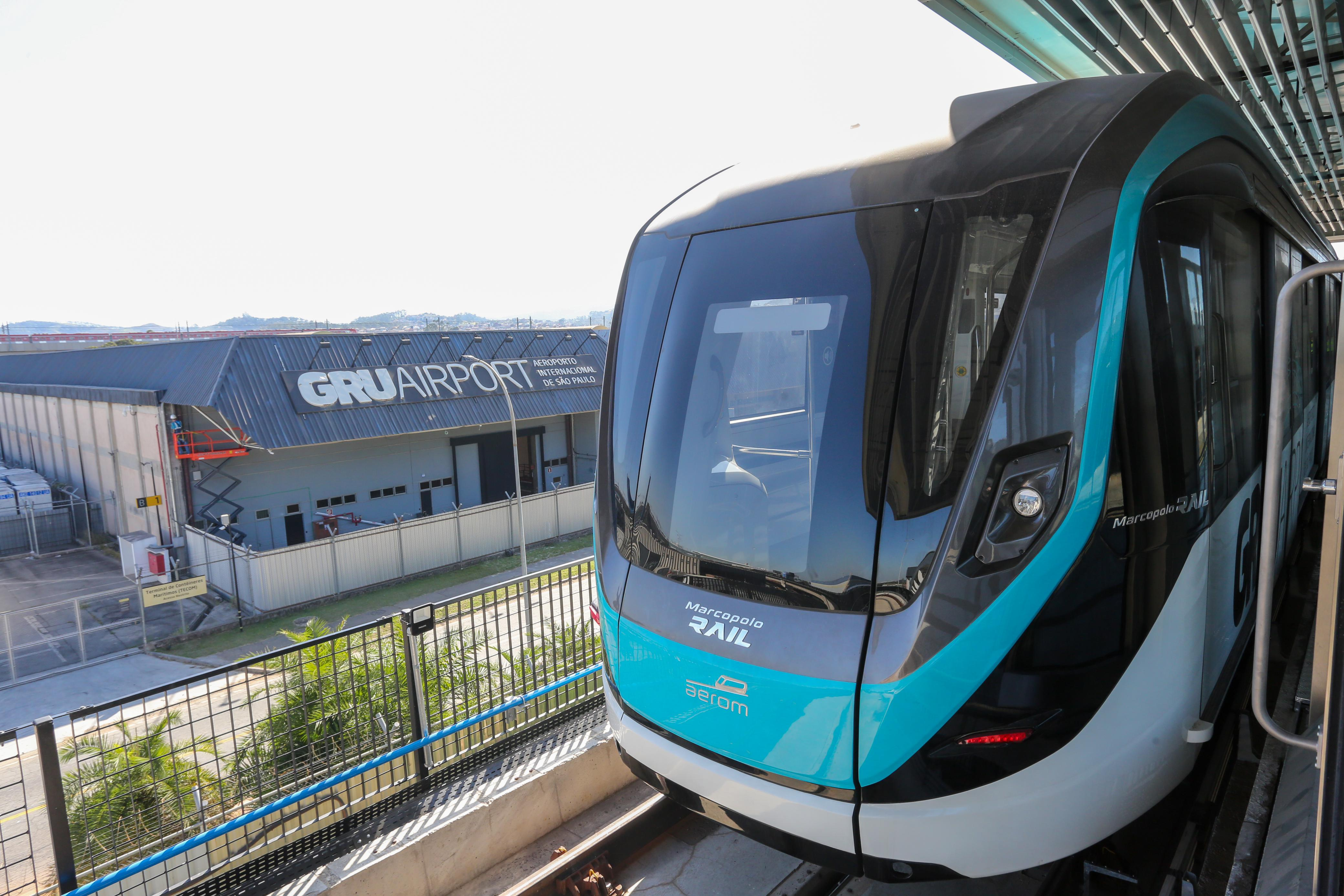
Aeromóvil del Aeropuerto Internacional de São Paulo-Guarulhos

El 8 de septiembre de 2021, el Ministro de Infraestructura confirmó la elección del consorcio AeroGRU como responsable de la construcción de un sistema de transporte hectométrico que interconectará la Estación Aeropuerto–Guarulhos de la Línea 13-Jade de la Red Metropolitana de Transporte de São Paulo y los tres terminales de pasajeros del Aeropuerto Internacional de São Paulo-Guarulhos. La línea tendrá 2,7 kilómetros de extensión y cuatro terminales, con capacidad para transportar hasta 4 mil pasajeros por hora. En la misma fecha, se firmó el contrato para el inicio de las obras entre GRU Airport, concesionaria del aeropuerto, y el consorcio ganador, formado por las empresas HTB Engenharia e Construção, FBS Construtora, TS Infraestrutura y AEROM. Los tres vehículos de la serie Auster A-200, compuestos por dos carros articulados con capacidad para 200 pasajeros y funcionamiento autónomo, serán producidos por Marcopolo Rail, división ferroviaria de la empresa brasileña de construcción de carrocerías de autobuses Marcopolo. Las obras civiles comenzaron en julio de 2022, con previsión de inauguración en el segundo semestre de 2025.

## Comparativa de sistemas de transporte
Al analizar sistemas de transporte hectométrico, el costo total de la obra, la extensión de la línea y el número de estaciones son cruciales. La futura Línea A del Metro de Santiago al aeropuerto, aunque esencial para la conectividad de la capital chilena, representa una solución de transporte subterráneo tradicional, usando trenes ligeros. Proyectos como este generalmente implican inversiones multimillonarias debido a la complejidad de la ingeniería subterránea, los altos costos de tunelización y la robusta infraestructura necesaria para operar los trenes, lo que los hace caros por kilómetro y por estación. El ministro de Transportes y Telecomunicaciones de Chile señaló que la inversión total será de aproximadamente 365 millones de dólares. En contraste, el Automated People Mover (APM) del Aeropuerto de Los Ángeles (LAX) (EE. UU.), diseñado para 3,6 km y 6 estaciones, también demanda una inversión sustancial, estimada en US$ 3.34 billones, reflejando la complejidad de ingeniería del proyecto.
En este escenario, el Aeromóvil del Aeropuerto Internacional de Guarulhos (Brasil) surge como una alternativa notablemente más económica y eficiente para las conexiones aeroportuarias. Con aproximadamente 2,7 km de extensión y 4 estaciones, su costo total se estima en alrededor de R$ 272 millones (aproximadamente US$ 50 millones, dependiendo del tipo de cambio actual). Esta diferencia de costo, que puede ser varias órdenes de magnitud inferior a la de un tren ligero tradicional como la futura extensión en Santiago o al people mover de LAX, destaca al Aeromóvil como una solución con una relación costo-beneficio superior para distancias cortas a medianas y demandas intermedias.
La principal ventaja del Aeromóvil reside en su concepción de vía elevada y su sistema de propulsión neumática, que simplifican la construcción y reducen significativamente los costos de ingeniería civil en comparación con túneles de metro o estructuras complejas de otros APM. Mientras que las futuras líneas de metro y los grandes APM satisfacen demandas masivas e infraestructuras complejas, el Aeromóvil de Guarulhos demuestra ser una opción más accesible y adaptada para contextos que buscan eficiencia y conectividad sin las inversiones prohibitivas de los sistemas de transporte a gran escala.